# Catallagia striata
Catallagia striata är en loppart som beskrevs av Scalon 1950. Catallagia striata ingår i släktet Catallagia och familjen mullvadsloppor. Inga underarter finns listade i Catalogue of Life.